# Тодор Берберов
Тодор Йончев Берберов е български преводач от немски език.

## Биография
Тодор Берберов е роден на 18 юни 1911 година в София. Следва философия и немска филология в Париж и Берлин. След връщането си в България преподава, превежда немска художествена литература и е сътрудник и секретар на вестник „Литературен глас“.
След Деветосептемврийския преврат от 1944 година Берберов е съден от т.нар. „Народен съд“, прекарва седем години в затвори и в концентрационния лагер „Белене“. Освободен е през 1955 година и отново започва да се занимава с преводи.
През следващите години Тодор Берберов се утвърждава като един от водещите български преводачи от немски език, като превежда произведения на някои от най-значимите автори на немската литература като Йохан Волфганг Гьоте, Ернст Теодор Амадеус Хофман, Хайнрих Ман, Томас Ман, Хайнрих Бьол, Мартин Валзер. През 1974 година е сред учредителите на Съюза на преводачите. Награждаван е с орден „Кирил и Методий“ I степен.
Тодор Берберов умира на 11 април 1988 година в София.

## Преводи
1. Ервин Щритматер, „Тинко“, роман, 1957
2. Б. Травен, „Бунтът на бесените“, роман, 1958
3. Херман Зудерман, „Котешката пътека“, роман, 1960, 1991
4. Хайнрих Бьол, „Билярд в девет и половина“, роман, 1962, 1986, 1999
5. Херберт Нахбар, „Сватба в Ленекен“, роман, 1963
6. Стефан Хайм, „Очите на разума“, роман, 1964
7. Мартин Валзер, „Бракове във Филипсбург“, роман, 1969
8. Томас Ман, „Вълшебната планина“, роман, 1972, 1984, 2001
9. Херберт Ото, „Например... Йозеф“, роман, 1973
10. Франц Фюман, „Островът на мечтите“, разкази и новели, 1974
11. Хайнрих Ман, „Верноподаникът“, роман, „Чудесното“, „Непознатият“, „Пипо Спано“, „Кобес“, новели, 1974
12. Томас Ман, „Лоте във Ваймар“, роман, 1975, 1976
13. Курт Тухолски, „Интервю със себе си“, избрани творби, 1976
14. Хайнрих Ман, „Триминутен роман“, новели, 1977
15. Хайнрих Ман, „Малкият град“, роман, 1978
16. Хайнрих Ман, „Зрялата възраст на крал Анри IV“, роман, 1980, 1986
17. Йохан Волфганг Гьоте, „Гьоц фон Берлихинген с желязната ръка“, драма, 1980
18. Йохан Волфганг Гьоте, „Вилхелм Майстер. Години на учение“, роман, 1981
19. Йохан Волфганг Гьоте, „Вилхелм Майстер. Години на странстване или отричащите се“, роман, 1982
20. Йохан Волфганг Гьоте, „Пътешествие в Италия“, писма, максими и размисли, 1983
21. Курт Тухолски, „Интервю със себе си“, избрани творби, 1986
22. Франц Фюман, „Буреносно цвете“, разкази, 1987
23. Ернст Теодор Амадеус Хофман, „Пясъчният човек“, приказка, 1987
24. Ернст Теодор Амадеус Хофман, „Лешникотрошачката“, приказка, 1996
25. Ернст Теодор Амадеус Хофман, „Приказни новели“, 2001